# Teoria dei crivelli
La teoria dei crivelli è un insieme di tecniche della teoria dei numeri ideate per contare, o più realisticamente per valutare nell'ordine di grandezza, la cardinalità di alcuni insiemi di interi. L'idea su cui si basano questi metodi è la seguente: se si vuole conoscere la cardinalità di un insieme S di interi minori di un certo X che godono di una qualche proprietà, si parte da un insieme che contiene S, tipicamente l'insieme dei numeri interi fino ad X, e quindi si eliminano in una serie di passi la gran parte degli interi che non fanno parte di S. Infine si aggiungono gli interi che sono stati "eliminati per sbaglio" e si ottiene dunque una stima per S.

## Storia del metodo
L'esempio più antico di crivello è quello del crivello di Eratostene, formalizzato e leggermente generalizzato da Legendre nel crivello di Legendre. L'obiettivo originale di questi metodi era quello di cercare di fornire una stima per il numero dei primi minori o uguali ad un certo X e in particolare quello di provare il teorema dei numeri primi. Tuttavia questi metodi si sono inizialmente rivelati piuttosto inefficaci, in quanto le stime provate con questi metodi erano più deboli di quelle provate da Chebyshev con metodi combinatori. Col passare degli anni si è dunque cercato di utilizzare questi metodi per studiare anche altri tipi di insiemi, quali ad esempio l'insieme dei quasi primi o quello dei primi gemelli. Proprio nello studio dell'insieme dei primi gemelli, vi fu il primo grande risultato ottenuto tramite un crivello: infatti, nel 1919 il matematico norvegese Viggo Brun provò una maggiorazione per la cardinalità dell'insieme dei primi gemelli, dimostrando il teorema di Brun. Il metodo di crivello utilizzato da Brun prese il nome di crivello di Brun. 
Questo successo diede un grosso impulso allo studio dei crivelli, che da allora entrarono a far parte dei metodi più importanti della teoria dei numeri. Negli anni successivi nuovi metodi di crivello sono stati sviluppati, quale ad esempio il crivello di Selberg, proposto nel 1946 da Selberg. La novità di questo metodo consisteva nell'aggiungere ai numeri crivellati una sorta di peso costruito in modo tale da minimizzare gli errori che si commettono nella crivellazione. Oltre a proporre tale metodo, Selberg osservò alcune limitazioni presenti nell'idea stessa dei metodi di crivello e che quindi non possono essere superate utilizzando esclusivamente tali metodi. La più famosa di tali limitazioni è nota come il problema della parità, che grosso modo asserisce che i metodi della teoria del crivello presentano estreme difficoltà nel distinguere tra numeri con un numero dispari di fattori primi, e numeri con un numero pari di fattori primi. Nonostante questa osservazione di Selberg, i metodi di crivello hanno continuato ad avere un ruolo importante nella teoria dei numeri, venendo tuttavia spesso usati in combinazione ad altri metodi, in modo da superare tali difficoltà. Alcuni dei metodi di crivello proposti negli anni successivi sono il crivello largo e il crivello di Atkin.

## Alcuni risultati
I seguenti sono alcuni dei risultati che si possono provare utilizzando un crivello.
1. il teorema di Brun, che asserisce che la somma dei reciproci di primi gemelli converge (mentre la somma dei reciproci di tutti i primi diverge);
2. il teorema di Chen, che mostra che ci sono infiniti primi p tali che p + 2 è un primo o un semiprimo (cioè il prodotto di due primi); un teorema correlato dovuto allo stesso Chen Jingrun asserisce che ogni numero pari sufficientemente grande è la somma di un primo e di un altro numero che è o primo o semiprimo. Questi si possono considerare passi parziali nelle direzioni, rispettivamente, della congettura dei numeri primi gemelli e della congettura di Goldbach.
3. Il lemma fondamentale della teoria del crivello, che, grosso modo, asserisce che se si sta crivellando un insieme di N numeri, allora si può accuratamente stimare il numero di elementi lasciati nel crivello dopo {\displaystyle N^{\varepsilon }} iterazioni, a patto che {\displaystyle \varepsilon } sia sufficientemente piccolo. Questo lemma è di solito troppo debole per risultati sui primi (che in genere richiedono intorno alle {\displaystyle N^{1/2}} iterazioni), ma può essere abbastanza utile per ottenere qualche risultato riguardante i quasi primi.
4. Il teorema di Friedlander-Iwaniec, che asserisce che ci sono infiniti primi della forma {\displaystyle a^{2}+b^{4}}.

## Considerazioni
Rispetto ad altri metodi della teoria dei numeri, la teoria del crivello è elementare, nel senso che in generale non richiede tecniche di analisi complessa o altri sofisticati concetti dalla teoria dei numeri algebrica o analitica. Tuttavia, i più avanzati crivelli possono risultare molto intricati e difficili (specialmente quando combinati con altre tecniche approfondite della teoria dei numeri).
Le limitazioni dei metodi di crivello, e in particolare il problema di parità, si presentano soprattutto nel cercare di ottenere minorazioni per alcuni insiemi, mentre provare maggiorazioni con tali metodi è generalmente più facile. Ad esempio, il problema di provare minorazioni è quello su cui ci si imbatte ogni qual volta si tenta di dimostrare che certi insiemi di numeri sono infiniti, quale ad esempio l'insieme dei primi gemelli.
La teoria del crivello è strettamente collegata agli algoritmi del crivello, ad esempio al crivello dei campi di numeri generale, usato per fattorizzare numeri grandi, sebbene questi due filoni abbiano diverse finalità.